# Paepalanthus distichophyllus
Paepalanthus distichophyllus là một loài thực vật có hoa trong họ Eriocaulaceae. Loài này được Mart. mô tả khoa học đầu tiên năm 1835.